# 河北奧林匹克體育中心
河北奧林匹克體育中心（英語：Hebei Olympic Sports Center），位於河北省石家莊市正定新區徒步區東南部，总建筑面积36万平方米，总投资30.532亿元，2017年年中建成投入使用。河北奧林匹克體育中心由一座體育場和體育館綜合體組成，其中體育館綜合體包括：體育館、籃球館、田徑館、游泳跳水館、網球中心和綜合訓練館各一座。是河北省體量最大、功能最全的體育基礎設施建設項目。

## 场馆概述

### 体育场
体育场位于河北奥体中心场馆区西部，建筑面积11.8万平方米，地上五层，地下一层，6万人坐席，为甲级大型体育场，主要功能为体育场、运动员酒店、运动影城、体育运动商业配套设施、赛事运营组织。

### 体育馆综合体
体育馆综合体位于体育场东侧，建筑面积12.4万平方米，其中包括8千人座位的体育馆一座，建筑面积4万平方米，70×40米标准场地，附属连体同层热身训练馆。3千人座位游泳跳水馆一座，建筑面积3.5万平方米，设10米跳台和跳水池，主馆泳池为国际标准50米10股泳道，附馆泳池为50米8股泳道，并附有戏水池和少年训练池；综合训练馆及网球馆一座，建筑面积4.1万平方米，配置1块高水平室内比赛场地和2块普通室内训练场地。综合训练基地一个，建筑面积3.3万平方米。

### 田径（篮排）馆
田径（篮排）馆位于体育馆综合体南侧，建筑面积2.1万平方米，主要功能为田径、篮球和排球训练等，包含一个国际标准200米环形跑道室内训练场和10道长140米的直跑道，以及4块室内排球场地和4室内块篮球场地。

### 室外运动场地
室外运动场地用地面积6.3万平方米，含2块室外田径场，2块足球训练场，1块投掷场地，12块篮球训练场，12块网球训练场地。

## 历史沿革
河北奥体中心项目2003年至2010年，由河北省体育局负责筹建，当时名称为河北体育中心。2010年12月17日，河北省政府常务会议研究决定,将河北体育中心更名为石家庄体育中心，由石家庄市负责组织实施。
2012年12月19日河北省政府常务会和12月31日河北省常委会研究决定，该项目由石家庄市移交河北省建设管理，并更名为河北奥林匹克体育中心。

## 主要活動

### 体育赛事
| 日期                | 演出名称                                                 | 备注       |
| ------------------- | -------------------------------------------------------- | ---------- |
| 2022年4月21日至22日 | “体彩杯”2022年中国田径协会河北奥林匹克体育中心基地特许赛 | [ 4 ]      |
| 2023年2月19         | 2022年河北省青少年U系列跳水系列赛（奥体站）              | 游泳跳水馆 |
| 2023年3月10至12日   | 全国短道速滑锦标赛                                       |            |

### 文娛演出
| 日期                | 演出者                                            | 演出名称                               | 场数 | 备注                   |
| ------------------- | ------------------------------------------------- | -------------------------------------- | ---- | ---------------------- |
| 2018年6月23日       | 五月天                                            | 人生無限公司巡迴演唱會                 | 1    | 首位在此开唱的歌手     |
| 2018年9月28日       | 張學友                                            | A CLASSIC TOUR 學友.經典世界巡迴演唱會 | 1    |                        |
| 2023年8月12日       | 张信哲                                            | 未來式2.0世界巡迴演唱會                | 1    |                        |
| 2023年9月23日至24日 | 黄贯中、Joyside、罗大佑、罗琦、符龙飞、盘尼西林等 | 2023石家庄抖音音乐派对                 | 2    |                        |
| 2023年10月5日至6日  | 薛之谦                                            | 天外來物巡迴演唱會                     | 2    | 首位在此连开2场的歌手  |
| 2024年7月13日       | 张韶涵                                            | 2024张韶涵世界巡回演唱会               | 1    | 首位在此开个唱的女歌手 |
| 2025年4月12日       | 李荣浩                                            | 2025黑马世界巡回演唱会                 | 1    |                        |

## 公共交通
- 正微2路：奥体中心站[6]